# 双日ツーリスト
双日ツーリスト株式会社（そうじつつーりすと、英文名 : Sojitz Tourist Corporation）は、東京都千代田区に本社がある日本の旅行会社である。

## 概要
親会社と歩調をあわせ、日商岩井、ニチメンの子会社のエヌアイツーリスト、ニチメントラベルが合併して発足した旅行会社であり、業務渡航（海外出張）を主体としている。IATA発券エージェントで、 双日グループにとどまらず、広く営業を行っている。業務渡航では業界でもトップレベルのノウハウがあり 国際ビジネスを支えている。

## 営業拠点
東京本社
100-8691 東京都千代田区内幸町2-1-1 飯野ビルディング7階
TEL：03-6871-4260　FAX：03-6871-4267
大阪支店
530-8689 大阪市北区梅田3-3-10 梅田ダイビル17階
TEL：06-6455-4600　FAX：06-6455-4610